# Binsfeld, Luxemburg
Binsfeld är en ort i Luxemburg.   Den ligger i distriktet Diekirch, i den norra delen av landet, 60 kilometer norr om huvudstaden Luxemburg. Binsfeld ligger 464 meter över havet och antalet invånare är 235.
Terrängen runt Binsfeld är platt åt nordväst, men åt sydost är den kuperad.  Närmaste större samhälle är Wiltz, 18,3 kilometer söder om Binsfeld. 
I omgivningarna runt Binsfeld växer i huvudsak blandskog. Runt Binsfeld är det ganska glesbefolkat, med 42 invånare per kvadratkilometer.